# 友坂理惠
友坂理惠（日语：ともさかりえ，1979年10月12日—），日本東京都三鷹市出身（出生地是日本長野縣長野市），日本女演員、女歌手。畢業於堀越高等學校、帝京大學文學院國際文化學系肄業。父親是美容師。由於早期中文系統無法顯示「坂」這個字，許多華文媒體會寫成友阪理惠。

## 經歷
1992年友坂理惠於12歲時以豐田汽車公司「エスティマ」廣告出道。同年6月出演NHK「コラ!なんばしよっと」以演員身份出道，1993年出演富士電視台電視劇相逢何必曾相識備受注目。
1995年出演日本電視台金田一少年事件簿女主角七瀬美雪一角獲得不少知名度。她後來亦於1997年替動漫版金田一少年之事件簿第一季主唱片尾曲「2人」。
1996年主唱メニコン 「ソフトコンタクトレンズ」廣告的歌曲「エスカレーション」，並以歌手身份出道，單曲大賣約25萬張。同年至1997年、則以坂友惠理名義出版「好きになったらキリンレモン」及「どっちでもIN」等單曲。
1996年、初次主演電影『友子の場合』並擔當演唱主題曲「打噴嚏」。
1997年、初次主演日本電視台電視劇「FiVE」。同年10月起至1998年3月、主持日本電視台冠名節目「ともさか家の憂鬱」。
1999年10月於雜誌訪問中剖白患上厭食症，導致精神不振、營養失調、嚴重蛀牙的過去。
2006年6月開設官方部落格「ともさかりえのオフィシャルブログ」，主要介紹孩子及飲食的內容。於2007年9月每月瀏覽量達約3000萬次，獲頒女藝人／女演員部門的「BLOG of the year 2007」。
2009年重啟音樂活動、暌違10年發行原創專輯『トリドリ。』，同日亦發行重印精選輯「rie tomosaka best +3」。
2010年憑著電影『ちょんまげぷりん』精湛演技，獲頒第35回報知映画賞助演女優賞。

## 個人生活
友坂理惠於2000年8月與舞台劇導演兼演員的河原雅彥相識，2003年4月結婚，2004年10月於家中產下一子，結婚後因冠夫姓、戶籍上的本名改為河原理惠。2008年12月31日於官方網站宣佈已經離婚。
友坂於2011年6月再婚，對象為音樂人SUNEOHAIR。二人於2012年7月28日於東京明治紀念館低調舉辦婚禮，及後於2016年末離婚。
2022年12月25日宣佈與職業為編輯的男士再婚。

## 人物
- 堀越高等学校畢業、帝京大学文学部退學。
- 堀越高校時代的同級生有堂本剛、山口紗弥加、佐藤仁美、水樹奈々らがいる。
- 與為她創作單曲的椎名林檎自單身時期起成為好友，及後兩人各自為人母後亦常交流育兒等話題。
- 興趣為料理、購物。特技為滑雪。
- 喜歡的演員為石橋凌。
- 喜歡的食物是白飯及葡萄柚等柑橘類。討厭的食物是炒銀杏、皮蛋、豬腳及伊達卷。

## 演出作品

### 電視劇
- 相逢何必曾相識（1993年7月 - 9月、富士電視台） 飾演 高畑遙
- 上を向いて歩こう!（1994年4月 - 6月、富士電視台） 飾演 伊藤瞳
- 半熟卵（1994年10月 - 12月、富士電視台） 飾演 大場菜生
- 世界奇妙物語「友子の長い朝」（1995年4月3日、富士電視台） 飾演 友子
- 金田一少年事件簿 学園七不思議殺人事件（1995年4月8日、日本電視台） 飾演 七瀨美雪
- 16歲新娘（1995年10月 - 12月、朝日電視台） 飾演 館野夏美/岩崎小百合
- 金田一少年事件簿 （1995年、日本電視台） 飾演 七瀨美雪
- 金田一少年事件簿 第2季（1996年7月 - 9月、日本電視台） 飾演 七瀨美雪
- FiVE（1997年4月 - 6月、日本電視台） 飾演 瀧川麻美
- 木曜の怪談「爆裂!分身娘」（1997年9月4日 - 9月11日、富士電視台）飾演 ユミ
- ともさか家の憂鬱（1997年10月 - 1998年3月、NHK）
- お嬢様は名探偵（1998年、NHK） 飾演 新妻千秋
- 閃亮的人生（1998年2月17日、富士電視台）第6集客串 飾演 竹內幸惠
- 小報急先鋒（1998年10月 - 12月、富士電視台）飾演 白河くるみ
- 非洲夜未眠（1999年4月 - 6月、富士電視台）飾演 木村綠
- 友坂理惠之阿達一族（1999年10月 - 12月、TBS）飾演 山田由佳里
- 讓愛說出來（2000年4月 - 6月、TBS）飾演 雨宮繭子
- 北条時宗（2001年、NHK）飾演 祥子
- 愛當女主播（2001年1月 - 3月、富士電視台）飾演 香山萬里子
- 世界奇妙物語「ママ新発売!」（2001年10月4日、富士電視台）
- 春浪漫（2002年4月 - 6月、富士電視台）飾演 川崎茜
- 置物櫃的HANAKO（2002年8月 - 10月、NHK）飾演 北浦華子
- 西瓜（2003年7月 - 9月、日本電視台）飾演 龜山絆
- HANAKO又來了（2003年10月 - 11月、NHK）飾演 北浦華子
- 新しい風（2004年4月 - 6月、TBS）飾演 新見真子
- Anego 熟女真命苦（2005年4月 - 6月、日本電視台）飾演 澤木繪里子
- 上を向いて歩こう〜坂本九物語〜（2005年8月21日、東京電視台）飾演 柏木由紀子
- 里見八犬傳（2006年1月2日 - 1月3日、TBS）飾演 船虫
- 神はサイコロを振らない（2006年1月 - 3月、日本電視台）飾演 竹林亞紀
- 世界奇妙物語「雨の訪問者」（2006年3月28日、富士電視台）
- 今週、妻が浮気します（2007年1月 - 3月、富士電視台）飾演 泉玉子
- 時效警察歸來（2007年5月4日、朝日電視台）第4集客串 飾演 スリープ玲子
- セクシーボイスアンドロボ（2007年5月29日、6月5日、日本電視台）第8、9集客串 飾演 繪美理
- 新マチベン 〜オトナの出番〜（2007年6月 - 8月、NHK）飾演 德永奈央
- 我的野蠻媽咪（2007年10月 - 12月、富士電視台）飾演 北条翠子
- 篤姬（2008年、NHK）飾演 小松近
- 冰之花（2008年、朝日電視台）飾演 大塚美晴
- A咖童星在我家（2008年、日本電視台）飾演 安野真貴子
- ぼくの妹（2009年4月 - 6月、TBS）飾演 桐原里子
- 木枯し紋次郎（2009年5月1日、富士電視台）飾演 おまん
- 东京DOGS （2009年10月19日 - 12月21日、富士电视台）饰演　西冈ゆり
- 絕對零度〜未解決事件特命搜查〜（2010年6月15日、富士電視台）第10集客串 飾演 樋口瑤子
- 幸福鐵板燒（2010年9月27日 - 11月27日、2011年2月21日 - 2月24日、NHK）飾演 西尾冬美
- 蝴蝶小姐～最後的武士之女（2011年11月19日 - 11月26日、NHK綜合）飾演 三浦絹
- 薄櫻記（2012年7月13日 - 2012年9月21日、NHK BS Premium）飾演 お三
- 孤獨的美食家 第二季（2012年12月05日、東京電視台）第9集客串 飾演 服部久美子
- 相棒 season11（2013年1月16日、朝日電視台）第12集客串 飾演 山根みち
- 深夜烘焙坊（2013年4月28日 - 6月16日、NHK BS Premium）飾演 篠崎律子
- 激流～你還記得我嗎？～（2013年6月25日 - 8月13日、NHK綜合）飾演 秋芳美彌
- 花子與安妮（2014年3月31日 - 9月27日、NHK）飾演 富山タキ
- FIRST CLASS 第2部（2014年10月15日、富士电视台）饰演 多武峰凪子
- 靈異彼岸花（2016年1月13日、日本電視台）第1集客串 飾演  唐島珠美
- 房仲女王（2016年8月10日、日本電視台）第5集客串 飾演 日向詩文
- 校對女王（2016年10月12日、日本電視台）第2集客串 飾演 小森谷亞季
- Innocence 冤罪律師（2019年2月9日、日本電視台）第4集客串 飾演 小笠原奈美
- 監察醫 朝顏 第2季（2020年11月9日、11月23日 - 2021年3月22日、富士電視台）第2集、第4集 - 最終集 飾演 桑原忍
- 忍者結婚很難（2023年1月5日 - 3月16日、富士電視台）飾演 月乃楓
- 大河劇誕生之日（2023年2月4日、NHK綜合）飾演 淡島千景
- 那不是抄襲嗎？（2023年4月12日 - 6月14日、日本電視台）飾演 又坂市代
- 湯遊WONDERLAND（2023年7月16日 - 10月1日、BS東視）飾演 まんきつ
- 想做料理的她與愛吃美食的她2（2024年1月29日 - 2月29日、NHK綜合）飾演 矢子可菜芽
- 誰曾愛過我？（2024年4月9日 - 6月18日、TBS）飾演 立川杏璃
- 新宿野戰醫院（2024年7月25日、8月7日、富士電視台）第5、6集客串 飾演 荒井時江
- 監察醫 朝顏 2025新春特別篇（2025年1月3日、富士電視台）飾演 桑原忍
- 佔領放送局（2025年7月12日 - 、日本電視台）飾演 阿瑪比埃 / 津久見沙雪
- 代替旅行（2025年8月16、17日、Channel A）第5-7集客串 飾演 佐藤春子（首部韓劇）

### 電影
- 友子的場合（1996年）飾演 田村友子
- 金田一少年之事件簿 上海魚人傳說 （1997年）飾演 七瀨美雪
- こちら葛飾区亀有公園前派出所（1999年）聲演 星野リサ
- クロエ（2001年）飾演 クロエ
- センチメンタルシティマラソン（2000年）飾演 マチネ／ソワレ
- AIKI（2002年）飾演 サマ子
- 偶然にも最悪な少年（2003年）特別出演
- 1980（2003年）飾演 次女・レイコ
- それいけ!アンパンマン ハピーの大冒険（2005年）聲演 ハピー
- 次郎長三国志（2008年）飾演 おしま
- うた魂♪（2008年）飾演 黒木杏子
- いけちゃんとぼく（2009年6月）飾演 母親（美津子）
- 布丁武士（2010年） 飾演 遊佐廣子
- アブラクサスの祭（2010年）飾演 多恵
- イトーチューブ Short Movie Collection「女優 T」（2011年11月）

### 廣告
- 豐田汽車公司 「エスティマ」CF・VP（1992年1月-1992年12月）
- 京瓷 8毫米攝影機（1992年3月-1992年4月）
- 日清製油（1993年3月-1994年2月）
- 日本著作権協会 ポスタ（1993年4月-1994年3月）
- 池田模範堂 「ムシペールα」CF（1993年5月-1993年11月）
- 三菱鉛筆 「ケルサ」（1993年8月）
- 森永製菓 「小枝アイスクリーム」CF（1993年9月-1995年9月）
- パルコ CF・スチル（1993年9月-1993年11月）
- ECC CF・スチル（1994年1月-1997年12月）
- 資生堂 「エルセリエ」スチル（1994年2月-1998年1月）
- NEC 「文豪MINI」CF（1994年3月-1994年9月）
- 東京ますいわ屋（1994年9月-1995年8月）
- 大塚食品 「ボンカレー」CF（1994年12月-1998年11月）
- 森永製菓 「フィンガーチョコ」CF（1995年8月-1998年7月）
- 森永製菓 「こんがりショコラ」CF（1995年8月-1998年7月）
- 大塚食品 「あ！あれたべよ」CF（1995年12月）
- メニコン 「ソフトコンタクトレンズ」CF（1996年1月-1999年9月）
- 羅森便利店 CF・スチル（1996年1月-1996年12月）
- 富士菲林 「AXIA」CF・スチル（1996年1月-1997年12月）
- キリンビバレッジ 「キリンレモン」CF（1996年2月-1997年1月）
- カゴメ「野菜生活」CF・スチル（1997年2月-1998年1月）
- 資生堂 「ラステア」CF・スチル（1997年2月-1998年8月）
- 東京ニュース通信社 「TVガイド」CF（1997年1月-1998年3月）
- 日本移動通信 「IDO」CF・スチル（1997年11月-1999年9月）
- ダスキン CF（1998年5月）
- 日野汽車 「デュトロ」CF・スチル 1999.5〜2004.7（1999年5月-2004年7月）
- 資生堂 「化粧惑星」（2001年3月）
- ポッカ 「キレートレモン」（2002年4月）
- 花王「ビオレ洗顔フォーム・ふきとりコットン」（2003年2月）
- 興和「鼻炎ソフトミニカプセル」（2005年9月）
- 興和「IB透明カプセル」（2005年9月）
- 白鶴酒造「まる」（2006年5月）
- マルナカ CF（2008年9月）

### MV
- YONA YONA WEEKENDERS「シラフ」（2023年8月）

## 唱片作品

### 單曲
1. 1996/04/10 - Escalation
2. 1996/08/07 - 打噴嚏（電影「友子的場合」主題歌）
3. 1997/02/19 - 就要哭了
4. 1997/05/16 - 2人（日本電視台動畫「金田一少年事件簿」片尾曲）
5. 1998/05/13 - 我在戀愛（朝日電視台「やじうまワイド」片頭曲）
6. 1998/08/26 - 可愛時光
7. 1999/01/27 - 卡布奇諾
8. 2000/06/21 - 少女ROBOT

以坂友惠理之名發行
1. 1996/07/10 - 好きになったらキリンレモン
2. 1996/10/25 - どっちでもIN
3. 1997/08/08 - 稻妻娘

### 專輯
1. 1997/04/16 - un
2. 1997/12/22 - さかさま（以坂友惠理之名發行）
3. 1998/03/18 - LIVE＆REMIX「RIETOMOSAKA VS ERISAKATOMO」
4. 1999/02/24 - 紫色
5. 1999/10/08 - rie tomosaka best
6. 2000/00/00 - DAISUKI!（只在台灣發行）
7. 2009/06/24 - トリドリ。
8. 2009/06/24 - rie tomosaka best +3

### 其他
1. 2022/04/27 - Kan Sano <Play Date feat. ともさかりえ>

## 外部連結
- ともさかりえ - イトーカンパニーグループ（页面存档备份，存于）
- 友坂理惠Official Blog（页面存档备份，存于）

- 友坂理惠的Instagram帳戶